# 黑默爾特巴赫河

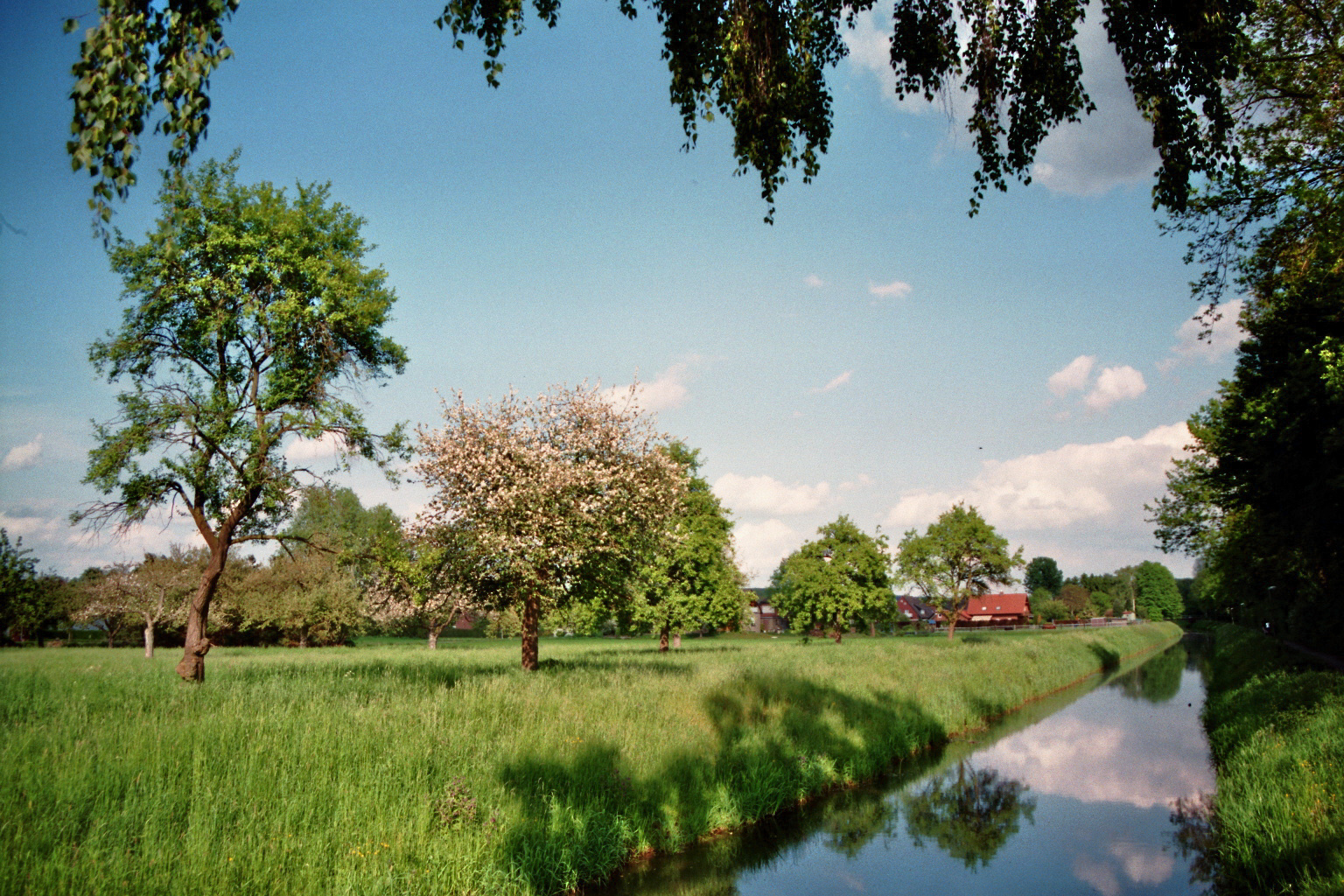

黑默爾特巴赫河（德語：Hemelter Bach），是德國的河流，位於該國西部，處於北萊茵-威斯特法倫州，屬於埃姆斯河的右支流，河道全長34公里，流域面積95平方公里。